# Liste der Biografien/Bord
Liste der Biografien |
Portal Biografien |
Personensuche
# |
A |
B |
C |
D |
E |
F |
G |
H |
I |
J |
K |
L |
M |
N |
O |
P |
Q |
R |
S |
T |
U |
V |
W |
X |
Y |
Z |
?
 
Ba |
Be |
Bd |
Bg |
Bh |
Bi |
Bj |
Bl |
Bm |
Bn |
Bo |
Br |
Bs |
Bu |
Bw |
By |
Bz
 
Boa–Boc |
Bod |
Boe |
Bof |
Bog |
Boh |
Boi–Bok |
Bol |
Bom |
Bon |
Boo |
Bop |
Boq |
Bor |
Bos |
Bot |
Bou |
Bov–Boz
 
Bora |
Borb |
Borc |
Bord |
Bore |
Borg |
Borh |
Bori |
Borj |
Bork |
Borl |
Borm |
Born |
Boro |
Borq |
Borr |
Bors |
Bort |
Boru |
Borv |
Borw |
Bory |
Borz
Die Liste der Biografien führt alle Personen auf, die in der deutschsprachigen Wikipedia einen Artikel haben. Dieses ist eine Teilliste mit 144 Einträgen von Personen, deren Namen mit den Buchstaben „Bord“ beginnt.

## Bord
- Bord, André (1922–2013), französischer Politiker, MdEP und Resistancekämpfer
- Bord, James (* 1981), britischer Pokerspieler

### Borda
- Borda d’Oro, Jacques-François (1718–1804), französischer Paläontologe und Geologe
- Borda Huyhua, Percy (* 1994), peruanischer Quechua-Lehrer und Dichter
- Borda, Deborah (* 1949), US-amerikanische Violinistin und Musikmanagerin
- Borda, Jean-Charles de (1733–1799), französischer Mathematiker und Seemann
- Borda, Lidia (* 1966), argentinische Tangosängerin
- Borda, Luis (* 1955), argentinischer Gitarrist
- Borda, Soleil (* 1995), US-amerikanische Schauspielerin
- Bordaberry, Juan María (1928–2011), uruguayischer Politiker und Präsident von Uruguay
- Bordaberry, Pedro (* 1960), uruguayischer Politiker
- Bordag-Wettengel, Erika (1921–1975), deutsche Gesellschaftswissenschaftlerin und Sportlerin
- Bordage, Pierre (* 1955), französischer Science-Fiction-Autor
- Bordalás, José (* 1964), spanischer Fußballspieler
- Bordallo, Madeleine (* 1933), US-amerikanische Politikerin der Demokratischen Partei
- Bordallo, Ricardo (1927–1990), US-amerikanischer Politiker (Guam)
- Bordalo Dias, Fausto (1948–2024), portugiesischer Sänger und Komponist
- Bordalo, Artur (* 1987), portugiesischer Streetartkünstler und MalerArtur Bordalo (* 1987)

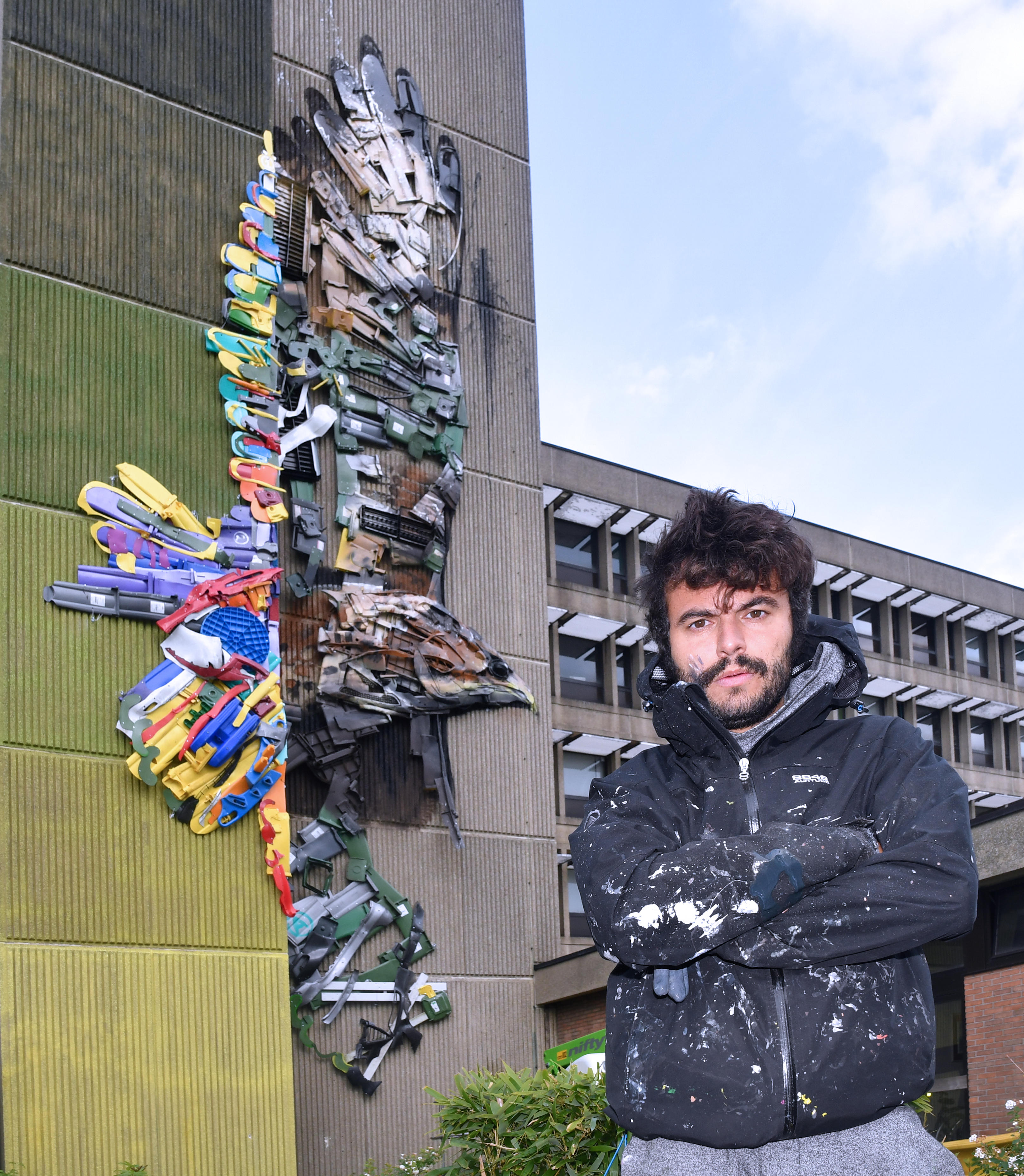
Artur Bordalo (* 1987)

- Bordan, Andreas (* 1964), deutscher Fußballspieler
- Bordán, Lili (* 1982), ungarisch-US-amerikanische Schauspielerin und Filmschaffende
- Bordang, André (1875–1954), luxemburgischer Turner
- Bordanowicz, Jürgen (1944–2023), polnischer Künstler
- Bordāns, Jānis (* 1967), lettischer Politiker
- Bordas i Munt, Lluís (1798–1875), katalanisch-spanischer Sprachwissenschaftler
- Bordas i Piferrer, Xavier (1914–1936), spanischer Geistlicher, römisch-katholischer Ordenspriester
- Bordas Valdez, José (1874–1968), Präsident der Dominikanischen Republik
- Bordás, Réka (* 1997), ungarische Handballspielerin
- Bordas, Rosa (1840–1901), Sängerin
- Bordat, Josef (* 1972), deutscher Philosoph und Publizist

### Borde
- Borde, Alfred (1940–2019), deutscher Sportwissenschaftler und Hochschullehrer
- Borde, Josef (1904–1978), Schweizer Alpinist und Erfinder
- Borde, Karl (1929–2020), deutscher Landwirt und Fachbuchautor
- Borde, Percival (1923–1979), US-amerikanischer aus Trinidad und Tobago stammender Tänzer, Choreograph und Tanzlehrer
- Borde, Raymond (1920–2004), französischer Filmkritiker und Mitbegründer der Cinémathèque du Toulouse
- Borde, Theda (* 1957), Rektorin und Hochschullehrerin (Soziale Arbeit)
- Borde, Waldemar (1912–1971), deutscher Politiker (FDJ/SED) und Sportfunktionär
- Borde-Klein, Inge (1917–2006), deutsche Puppenspielerin und Autorin
- Bordeanu, Valeriu (* 1977), rumänischer Fußballspieler und -trainer
- Bordeau, Christophe (* 1968), französischer Schwimmer
- Bordeaux, Andrea (* 1987), US-amerikanische Schauspielerin und Model
- Bordeaux, Henry (1870–1963), französischer Schriftsteller und Mitglied der Académie française
- Bordeaux, Scarlett (* 1991), amerikanische WrestlerinScarlett Bordeaux (* 1991)

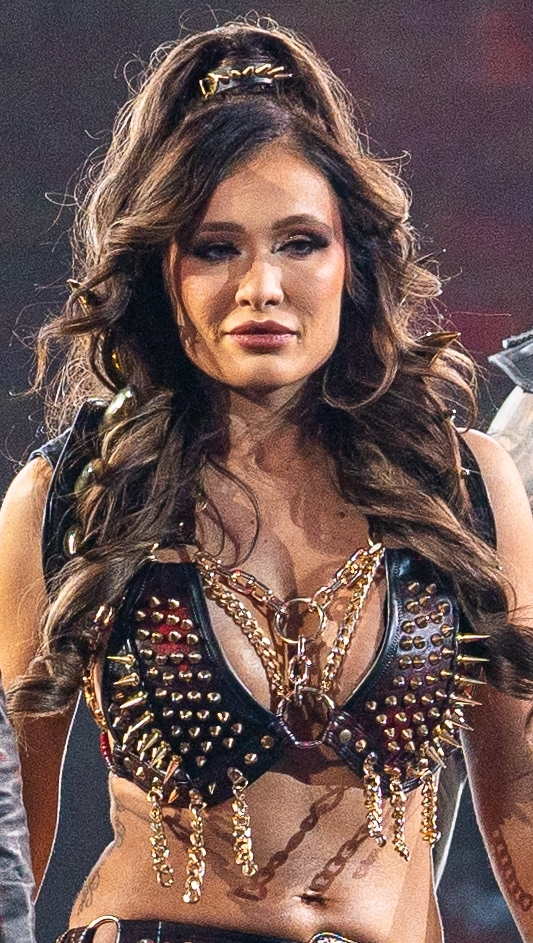
Scarlett Bordeaux (* 1991)

- Bordel, Wolfgang (1939–2024), deutscher Fußballspieler
- Bordel, Wolfgang (1951–2022), deutscher Theaterintendant
- Bordeleau, Christian (* 1947), kanadischer Eishockeyspieler
- Bordeleau, J. P. (* 1949), kanadischer Eishockeyspieler
- Bordeleau, Patrick (* 1986), kanadischer Eishockeyspieler
- Bordeleau, Sébastien (* 1975), französisch-kanadischer Eishockeyspieler und -trainer
- Bordelius, Johann Karl, Bochumer Bürgermeister
- Bordelon, Laurent (1653–1730), französischer Gelehrter und Schriftsteller
- Borden Wood-Maler, attischer Vasenmaler
- Borden, Amanda (* 1977), US-amerikanische Kunstturnerin
- Borden, Charles Edward (1905–1978), US-amerikanisch-kanadischer Germanist und Archäologe
- Borden, Frederick William (1847–1917), Politiker der Liberalen Partei Kanadas
- Borden, Gail (1801–1874), US-amerikanischer Landvermesser, Zeitungsverleger, Erfinder und Unternehmer
- Borden, Lizzie (1860–1927), US-amerikanische MordverdächtigeLizzie Borden (1860–1927)

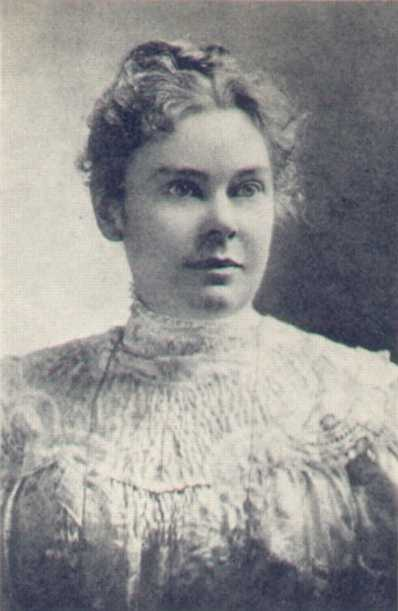
Lizzie Borden (1860–1927)

- Borden, Lizzie (* 1958), amerikanische Regisseurin
- Borden, Nathaniel B. (1801–1865), US-amerikanischer Politiker
- Borden, Olive (1906–1947), US-amerikanische Schauspielerin
- Borden, Robert (1854–1937), kanadischer Politiker (Premierminister) und Rechtsanwalt
- Borden, William Whiting (1887–1913), US-amerikanischer christlicher Missionar und Erbe des Familienvermögens der Borden, Inc
- Bordenave, Matthieu (* 1983), französischer Jazzmusiker (Saxophone, Klarinetten, Komposition)
- Bordeneuve, Jacques (1908–1981), französischer Politiker (RRRS), Minister, Senator und Mitglied der Nationalversammlung
- Border, Allan (* 1955), australischer Cricketspieler
- Börder, Patrick (* 1965), deutscher Basketballfunktionär
- Bordereau, Renée (1770–1828), französische Aufständische
- Borderie, Bernard (1924–1978), französischer Filmregisseur und Drehbuchautor
- Borderie, Raymond (1897–1982), französischer Filmproduzent
- Borderies, Étienne-Jean-François (1764–1832), französischer römisch-katholischer Bischof und geistlicher Dichter
- Borders, Beau, US-amerikanischer Toningenieur und Rennfahrer
- Borders, Bill (1930–2022), US-amerikanischer Ringer
- Borders, Gloria S., US-amerikanische Tontechnikerin
- Borders, Marcy (1973–2015), US-amerikanische Rechtsanwaltsfachangestellte
- Borders, William Donald (1913–2010), US-amerikanischer Geistlicher, emeritierter Erzbischof von Baltimore
- Borders, William Holmes (1905–1993), US-amerikanischer Theologe und Bürgerrechtler
- Bordes, Antoine-Dominique (1815–1883), französischer Großkaufmann und Großreeder
- Bordes, Charles (1863–1909), französischer Komponist, Musikpädagoge und Organist
- Bordes, François (1919–1981), französischer Archäologe und Spezialist für das Paläolithikum
- Bordes, Léonard (1898–1969), französischer Maler und Lithograf
- Bordes, Lucile (* 1971), französische Hochschullehrerin und Autorin
- Bordes, Ludovica des (1787–1854), deutsche Mäzenatin und Autorin
- Bordes, Otto (1872–1944), deutscher Freimaurer
- Bordes, Pierre (1870–1943), französischer Jurist, Verwaltungsbeamter, Präfekt und Generalgouverneur
- Bordesoulle, Étienne Tardif de Pommeroux de (1771–1837), französischer General
- Bordet, Jules (1870–1961), belgischer Biologe und Immunologe
- Bordet, Pierre (1914–1996), französischer Geologe und Vulkanologe
- Bordeu, Théophile de (1722–1776), französischer Arzt
- Bordewick, Johannes Caspar (1650–1721), deutscher römisch-katholischer Theologe und Geistlicher, Generalvikar im Bistum Münster
- Bordewijk, Ferdinand (1884–1965), niederländischer Schriftsteller
- Bordewijk-Roepman, Johanna (1892–1971), niederländische Komponistin

### Bordi
- Bordi, Roberto (* 1946), italienischer Geistlicher, emeritierter römisch-katholischer Weihbischof in El Beni o Beni
- Bordier, Gabriel (* 1997), französischer Geher
- Bordier, Jules (1846–1896), französischer Komponist
- Bordier, Paul (1921–2003), französischer Kolonialbeamter
- Bordier, Renée (1902–2000), Schweizer Krankenschwester und IKRK-Delegierte
- Bordiga, Amadeo (1889–1970), Gründer der Kommunistischen Partei ItaliensAmadeo Bordiga (1889–1970)

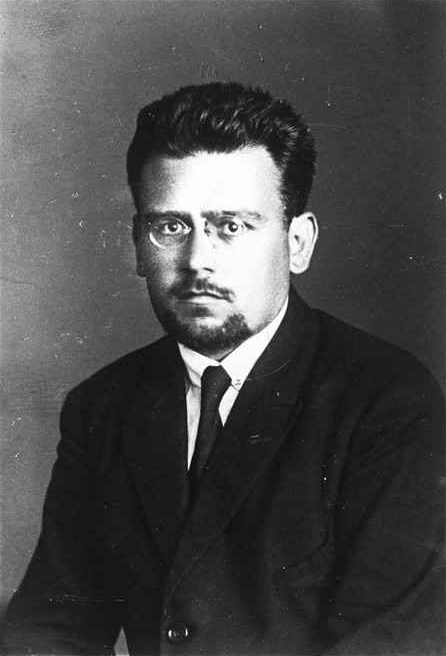
Amadeo Bordiga (1889–1970)

- Bordignon, Enrica (* 1975), italienische Chemikerin
- Bordigoni, Alexandre (1865–1941), Schweizer Architekt
- Bordihn, Tina (* 1973), deutsche Schauspielerin, Filmregisseurin und ein ehemaliges ModelTina Bordihn (* 1973)

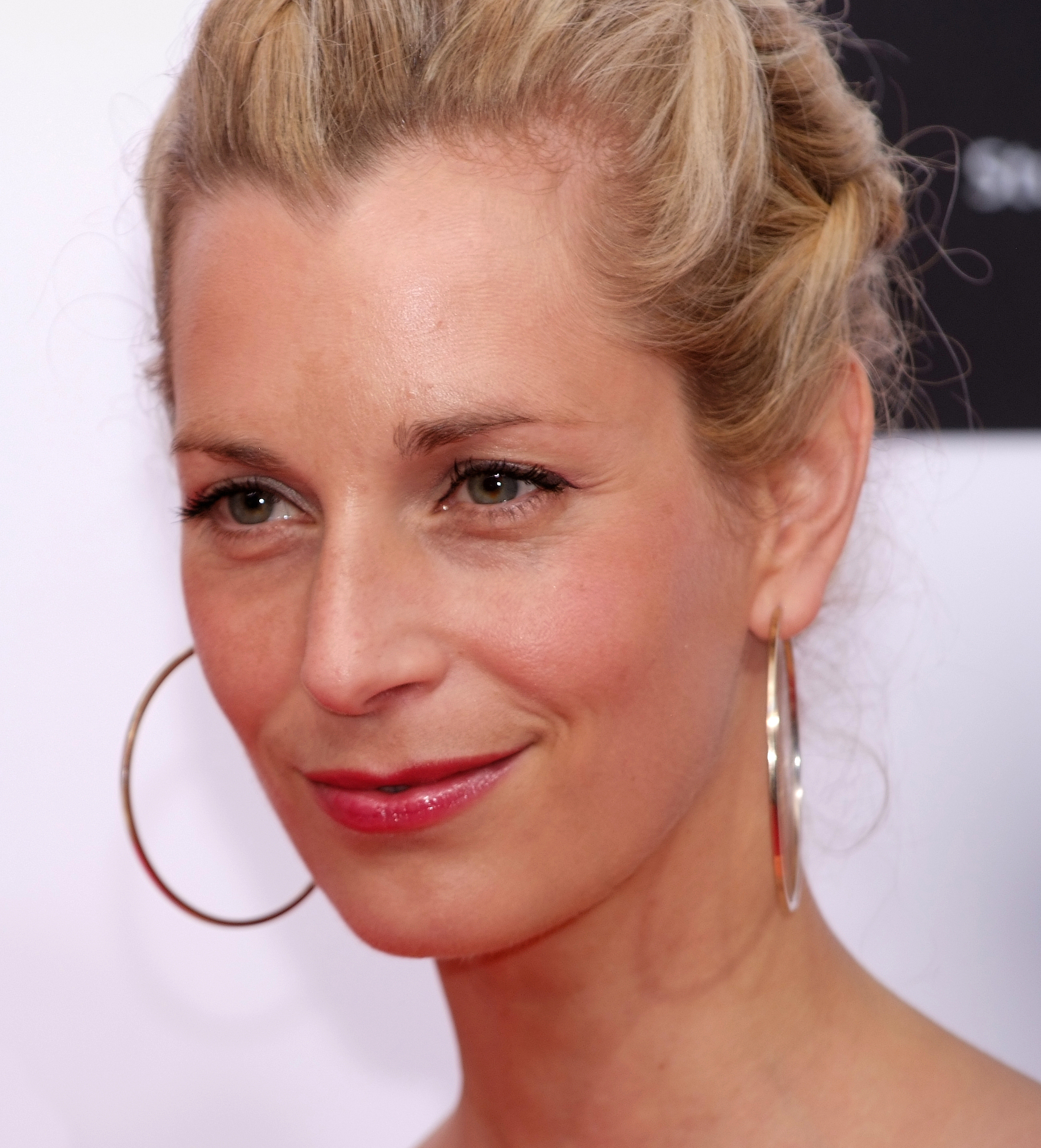
Tina Bordihn (* 1973)

- Bordin Phala (* 1994), thailändischer Fußballspieler
- Bordin, Constantina (* 1996), Intendantin des internationalen Welttheater Festivals Art Carnuntum
- Bordin, Gelindo (* 1959), italienischer Marathonläufer und Olympiasieger
- Bordin, Lauro (1890–1963), italienischer Radrennfahrer
- Bordin, Mike (* 1962), US-amerikanischer Schlagzeuger
- Bordin, Piero (1947–2021), italienischer Künstler
- Bording, Anders Christensen (1619–1677), dänischer Dichter
- Bording, Jacob (1511–1560), flämischer Mediziner und Leibarzt
- Bording, Jakob (1547–1616), Kanzler des Herzogs von Mecklenburg, Ratgeber der dänischen Könige und Lübecker Bürgermeister
- Bording, Peter (* 1965), niederländischer Opern- und Operettensänger (Bariton)
- Bordino, Pietro (1887–1928), italienischer Automobilrennfahrer
- Bordizzo, Natasha Liu (* 1994), australische Schauspielerin

### Bordj
- Bordjuscha, Nikolai Nikolajewitsch (* 1949), russischer Offizier und Diplomat

### Bordl
- Bördlein, Christoph (* 1967), deutscher Psychologe und Hochschullehrer

### Bordn
- Bördner, Elias (* 2002), deutscher Fußballtorhüter

### Bordo
- Bordo, Michael (* 1942), US-amerikanisch-kanadischer Wirtschaftswissenschaftler
- Bordogni, Marco (1789–1856), italienischer Opernsänger (Tenor) und Gesangslehrer
- Bordoli, Ladina (* 1984), Schweizer Autorin
- Bordollo, Bernhard (1775–1840), Unternehmer, Steingutproduzent, Bürgermeister
- Bordollo, Wilhelm (1779–1822), Unternehmer, Steingutproduzent, Bürgermeister
- Bordolo von Boreo, Johann (1792–1857), österreichischer Feldmarschalleutnant
- Bordoloi, Gopinath (1890–1950), indischer Politiker
- Bordon, Ivano (* 1951), italienischer Fußballtorhüter
- Bordon, Marcelo (* 1976), brasilianischer FußballspielerMarcelo Bordon (* 1976)

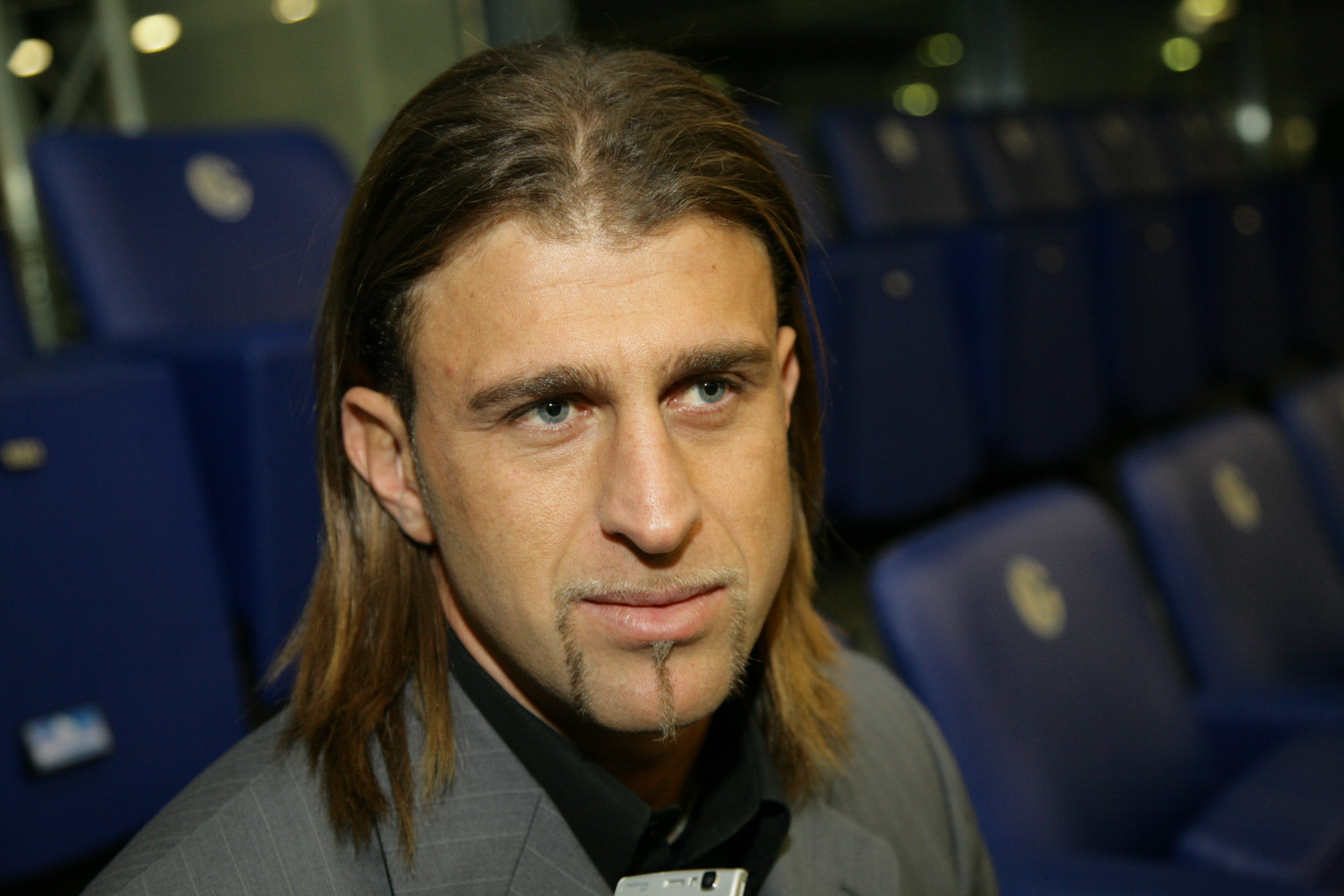
Marcelo Bordon (* 1976)

- Bordon, Pieter, flämischer Sänger, Komponist und Kleriker
- Bordonaba, Camila (* 1984), argentinische Schauspielerin und Sängerin
- Bordone, Paris, Maler der venezianischen Schule
- Bordone, Philippe Toussaint Joseph (1821–1892), französischer General
- Bordoni, Faustina (1697–1781), italienische Opernsängerin (Mezzosopran)
- Bordoni, Fernando (* 1937), Schweizer Künstler und Kunstpädagoge
- Bordoni, Giuliana (1920–1999), italienische Pianistin und Musikpädagogin
- Bordoni, Irène (1885–1953), französisch-amerikanische Schauspielerin und Sängerin
- Bordoni, Paolo (1942–2022), italienischer Pianist
- Bordoni, Walter (* 1962), uruguayischer Komponist, Pianist, Sänger und Gitarrist
- Bordoni-Bisleri, Franco (1913–1975), italienischer Pilot im Zweiten Weltkrieg
- Bordonove, Georges (1920–2007), französischer Historiker und Schriftsteller royalistischer Prägung
- Bordoy, Miquel Oliver (1877–1953), mallorquinisch-spanischer Heimatforscher

### Bords
- Bordson, Rob (* 1988), amerikanischer Eishockeyspieler

### Bordt
- Bordt, Joachim (* 1947), deutscher Kommunalpolitiker und Landrat (Landkreis Harburg)
- Bordt, Michael (* 1956), deutscher Fußballspieler
- Bordt, Michael (* 1960), deutscher Ordensgeistlicher und PhilosophMichael Bordt (* 1960)

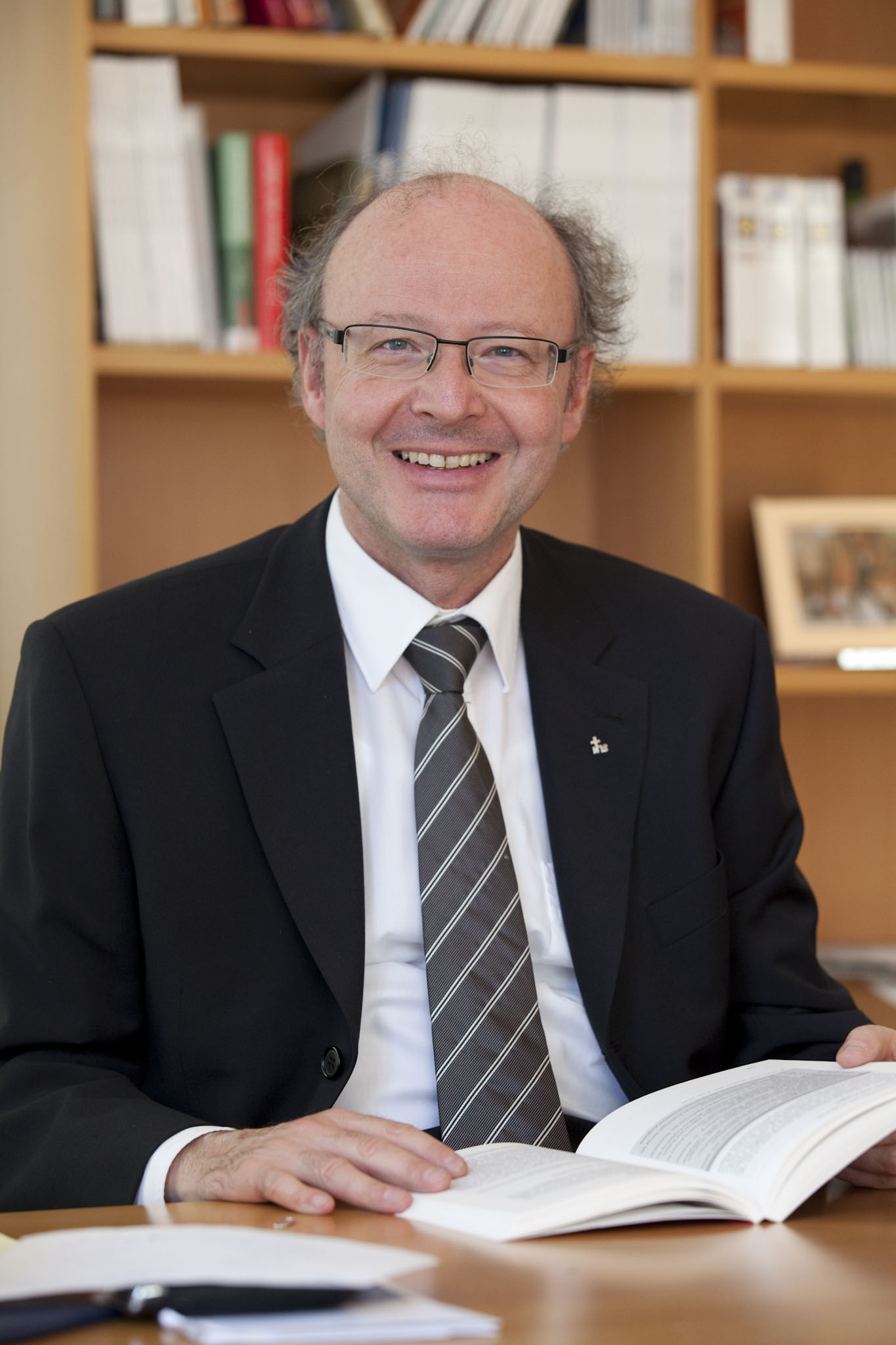
Michael Bordt (* 1960)

### Bordu
- Borduas, Paul-Émile (1905–1960), kanadischer Maler
- Borduško, Vaclavs (1914–1999), lettischer Fußballspieler

### Bordw
- Bordwell, David (1947–2024), US-amerikanischer Filmwissenschaftler

### Bordz
- Bordziłowski, Jerzy (1900–1983), sowjetisch-polnischer General, Chef des Generalstabes der Polnischen Volksarmee